# عباس آباد سرغريتش (مقاطعة فارياب)
عباس‌آباد سرغريتش (بالفارسية: عباس‌آباد سرگریچ) هي قرية تقع في البلدة المركزية في إيران. يقدر عدد سكانها بـ 91 نسمة .